# Roella
- Commons
- Wikispecies

Roella L. é um gênero botânico pertencente à família Campanulaceae.

## Espécies
- Roella ciliata
- Roella incurva
- Roella pedunculata
- Roella squarrosa
- Lista completa

## Classificação do gênero
| Sistema | Classificação                      | Referência               |
| ------- | ---------------------------------- | ------------------------ |
| Linné   | Classe Pentandria, ordem Monogynia | Species plantarum (1753) |